# Ommata monteverdensis
Ommata monteverdensis är en skalbaggsart som beskrevs av Giesbert 1991. Ommata monteverdensis ingår i släktet Ommata och familjen långhorningar.
Artens utbredningsområde är Costa Rica. Inga underarter finns listade i Catalogue of Life.